# Blanche de Portugal
Blanche de Portugal (25 février 1259 à Santarém,  - 17 avril 1321 à Burgos), est une infante de Portugal et la fille aînée du roi Alphonse III de Portugal et de sa seconde épouse Béatrice de Castille. Nommée d'après sa grand-tante Blanche de Castille,  reine de France, Blanche était la dame de Montemor-o-Velho, d'Alcocer et de Briviesca. 

## Biographie
Quand Blanche a deux ans, son père lui fait don, à perpétuité, de la ville de Montemor-o-Velho à condition qu'elle revienne à la couronne à sa mort ou dans le cas où elle se marie en dehors du Portugal.  Sur les traces de sa grand-tante, la reine de León Thérèse de Portugal, et d'autres membres féminins de la maison royale et de la noblesse, elle va vivre au monastère de Lorvão en 1277, même si à l'époque elle n'était pas religieuse et n'a jamais été l'abbesse de cet établissement. 
En 1282, elle accompagne sa mère en Castille,  en raison de divergences avec son frère le roi Denis Ier, alors en conflit avec leur grand-père maternel, le roi Alphonse X et son fils, le futur Sanche IV. Il existe une preuve documentaire que la mère et la fille vivaient en 1283 à Séville avec le roi  qui, dans son testament, mentionne sa petite-fille et lui laisse une somme substantielle pour son mariage. 
En 1295, elle devient nonne au couvent de Las Huelgas, comme en témoigne une lettre du 15 avril 1295 détaillant les raisons qui l'ont amenée à devenir religieuse sur les recommandations de son oncle Sanche IV de Castille, même si elle avait d'abord hésité à entrer dans les ordres. 

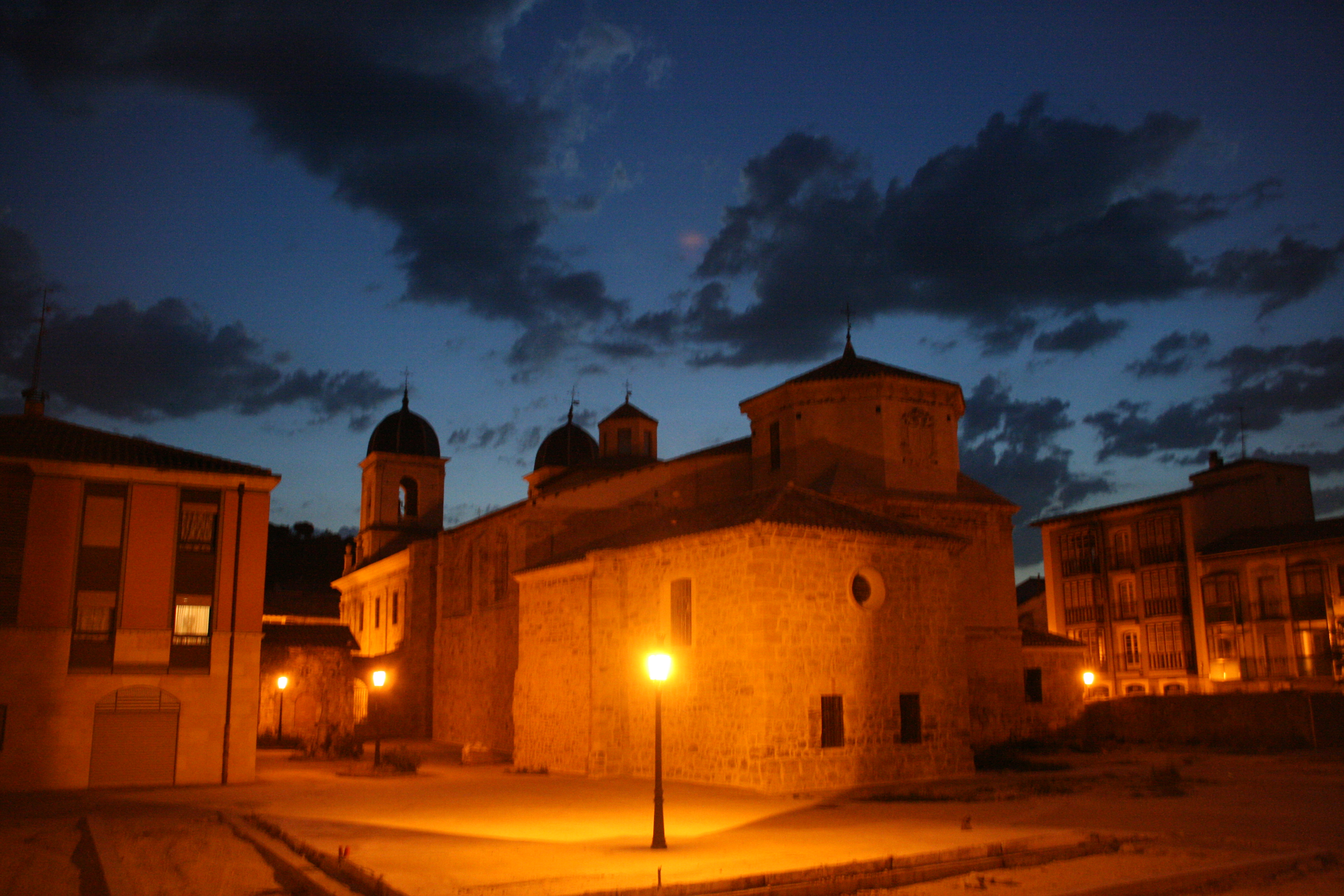
La collégiale de Santa Maria à Briviesca, fondée par l'infante Blanche.

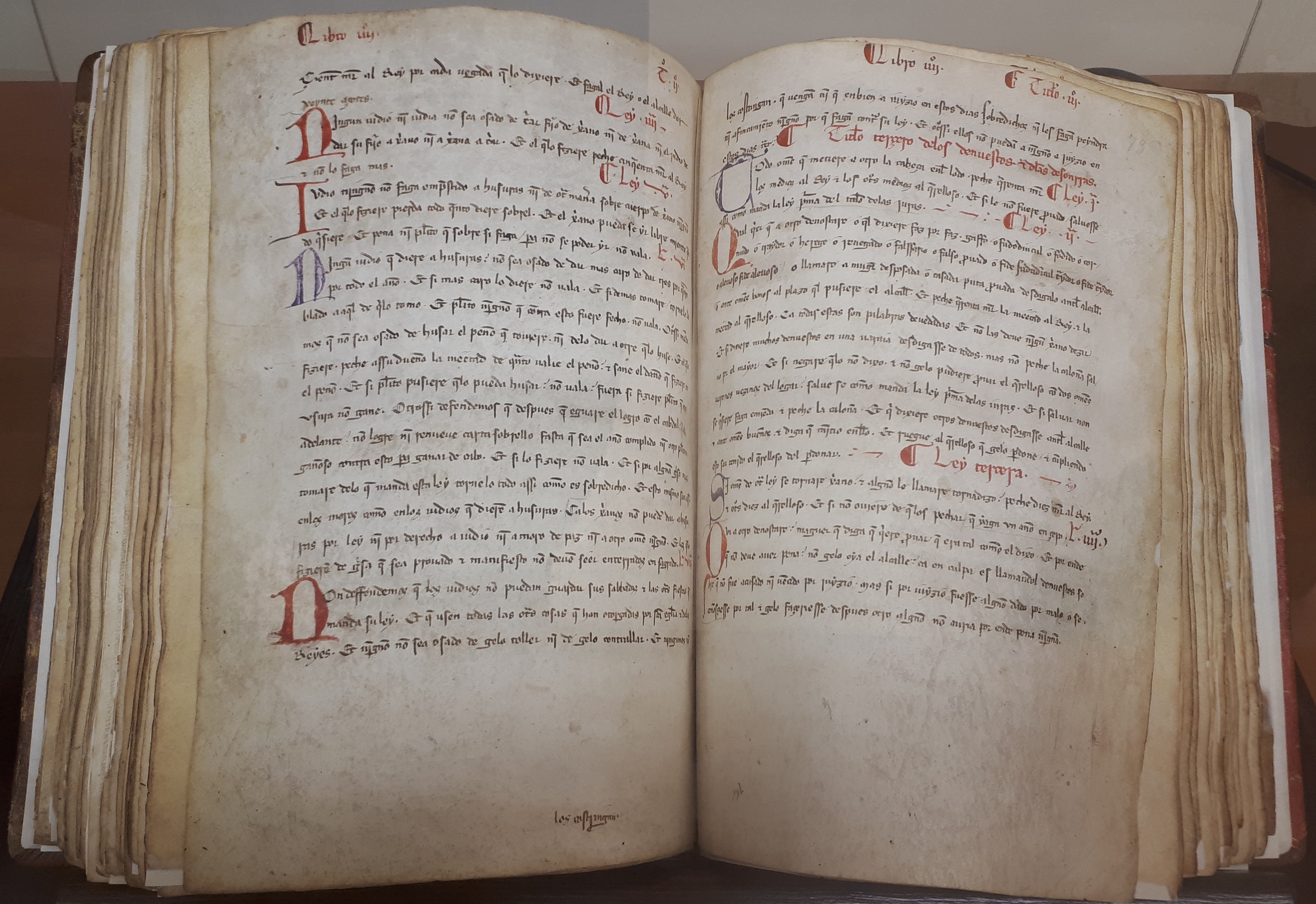
Le Fuero de Briviesca (1313).

Elle a apporté au couvent sa dot qui comprenait plusieurs villages et propriétés, et en 1303, elle lui fait don des mines de sel de Poza de la Sal et d'Añana. Nommée dame et gardienne du couvent, Blanche n'a jamais été son abbesse, car, entre 1296 et 1326, Las Huelgas était dirigé par l'abbesse Urraca Alfonso. 
En 1303, à la mort de sa mère, Blanche hérite de la seigneurie d'Alcocer. Le 27 septembre 1305, elle achète pour 170 000 maravedíes à Juana Gómez de Manzanedo, la veuve de l'infant Louis, fils de Ferdinand III de Castille, ses propriétés dans la ville de Briviesca.  Elle est considérée comme la fondatrice de la ville, où elle a entre autres fait construire la collégiale de Santa María  : «Son travail ne se limite pas à l'urbanisme de la nouvelle ville ou à l'aménagement de ses rues (...) elle lui donne également un instrument juridique pour sa gouvernance et son administration, le Fuero de 1313, inspiré par le Fuero royal". 

## Mort

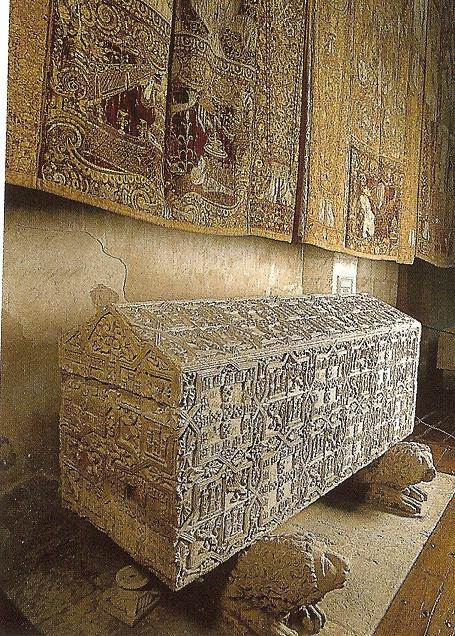
Tombe de Blanche au couvent de Las Huelgas.

Elle rédige son testament le 15 avril 1321.  Elle y demande à être inhumée au couvent de Las Huelgas  et à ce que dix mille messes soient célébrées pour le bien de son âme. Dans son testament, elle lègue la ville de Briviesca au roi Alphonse XI de Castille à la condition que la ville ne soit jamais une seigneurie et que le roi paye ses dettes, et elle lui confie la protection de la ville et de la collégiale de Santa María la Mayor.  Blanche a désigné plusieurs exécuteurs testamentaires, dont la reine María de Molina et Gonzalo de Hinojosa, l'évêque de Burgos. 
L'infante Blanche meurt au couvent le 17 avril 1321.  Son sépulcre est décoré d'étoiles entrelacées et des armoiries des royaumes de Castille, León et de Portugal. 

## Descendance
Elle a eu un fils hors mariage avec un aristocrate portugais du nom de Pedro Nunes Carpinteiro  ou Pedro Estevanez Carpenteyro,  ce qui est rapporté dans les chroniques de Rui de Pina, : 
- Juan Núñez de Prado, maître de l'Ordre de Calatrava et vassal d'Alphonse XI de Castille et de son fils le roi Pierre Ier de Castille, qui le fit tuer en 1355 au château de Maqueda[16].